# Guillermo Tegüé
Guillermo Alejandro Tegüé Caicedo (Santander de Quilichao, Cauca, Colombia; 6 de febrero del 2000) es un futbolista colombiano. Juega como defensa central en  el Independiente Medellín de la Categoría Primera A del Fútbol Profesional Colombiano.

## Inicios
Sus inicios en el fútbol se dieron en el Club Estudiantil de la ciudad de Medellín, posteriormente fue transferido a las divisiones inferiores del Independiente Medellín, en las que siempre se destacó como un defensa central de gran proyección en competiciones como el Torneo Nacional Sub-20 y la Liga Antioqueña de Fútbol.

## Selección nacional
Fue internacional con la Selección Colombia sub-17 en la Copa Mundial de Fútbol Sub-17 2017, que se llevó a cabo en la India. Disputó 3 partidos con la Selección Nacional.

### Participaciones internacionales
| Competición                   | Sede         | Resultado        | Partidos | Goles |
| ----------------------------- | ------------ | ---------------- | -------- | ----- |
| Copa Mundial de Fútbol Sub-17 | India (2017) | Octavos de final | 3        | 0     |

## Independiente Medellín
Para el primer semestre de 2019, gracias a sus destacadas actuaciones en las divisiones inferiores y en la Selección Colombia sub-17, fue ascendido al primer equipo del Independiente Medellín. Debutó profesionalmente el 13 de abril de 2019 en un partido de Liga en la victoria 4 - 0 del Independiente Medellín ante Atlético Bucaramanga, actuando como titular durante todo el partido.

## Club Guaraní
El 2 de febrero de 2021 fue prestado por 6 meses al Club Guaraní de Paraguay, su primera participación con el club fue cuando ingresó al minuto 67 y jugó 27 minutos en la Primera Ronda de la Copa Libertadores en la victoria de su equipo 1 - 4 en condición de visitante sobre Royal Pari de Bolivia.

## Clubes
| Club                   | País     | Año           | Partidos |
| ---------------------- | -------- | ------------- | -------- |
| Independiente Medellín | Colombia | 2019-2021     | 27       |
| Club Guaraní           | Paraguay | 2021          | 4        |
| Fortaleza CEIF         | Colombia | 2022          | 14       |
| Independiente Medellín | Colombia | 2023-presente | 0        |